# Frederik Pohl
Frederik Pohl, född 26 november 1919 i New York i New York, död 2 september 2013 i Palatine i Illinois, var en amerikansk science fiction-författare.

## Biografi
Frederik Pohl medverkade redan under det tidiga 1940-talet i magasinen Astonishing Stories och Super Science Stories och började sedan skriva på allvar under 1950-talet. 1976 belönades han med Nebulapriset för romanen Man Plus och 1977 för romanen Stjärnporten (på engelska Gateway). Stjärnporten vann också Hugopriset för bästa roman 1978. Han skrev ett flertal böcker tillsammans med Cyril M Kornbluth.
Det är mycket Pohls förtjänst att amerikansk science fiction kring 1950 fick inslag av välformulerad samhällskritik. Bland hans novellsamlingar kan också nämnas The Case Against Tomorrow.
Mellan 1949 och 1953 var han gift med Judith Merril.

## Eftermäle
Asteroiden 12284 Pohl är uppkallad efter honom.